# Ширяев, Евгений Александрович
Евгений Александрович Ширяев (23 сентября 1943, Ленинград, РСФСР, СССР — 2 ноября 2023, Одинцово) — советский и российский композитор, заслуженный деятель искусств России, автор музыки к более чем к 100 фильмам, инструментальным концертам, операм, балетам и вокальным произведениям.

## Творчество
В соавторстве с Ильей Резником, Леонидом Дербенёвым, Онегином Гаджикасимовым написаны ярчайшие по своему эмоциональному рисунку вокальные произведения.
Песни Евгения Ширяева исполняли София Ротару, Иосиф Кобзон, Михаил Боярский, Маша Распутина, Николай Гнатюк и многие другие.
Визитной карточкой композитора по-прежнему остаётся песня «Русские берёзы», написанная в соавторстве с Талгатом Нигматулиным.
Скончался 2 ноября 2023 года на 81-м году жизни во сне из-за оторвавшегося тромба.

## Фильмография
- 1976 — Птицы наших надежд
- 1978 — Подарю тебе город
- 1978 — Ясные ключи
- 1978 — Черепашка (мультфильм)
- 1979 — Воздушные пешеходы
- 1979 — Дуэль под чинарой
- 1980 — Какие наши годы!
- 1981 — Акмаль, дракон и принцесса
- 1983 — Новые приключения Акмаля
- 1983 — Уроки на завтра
- 1984 — Невеста из Вуадиля
- 1986 — Лётное происшествие
- 1989 — Вождь на одну смену
- 1989 — Кодекс молчания. На тёмной стороне луны
- 1990 — Гончар и горшок
- 1991 — Шаг вправо… шаг влево…
- 1992 — Останься…
- 1993 — Красный поезд (Азербайджан)
- 1993 — Счастье моё, ты оплачено кровью
- 1994 — Кодекс молчания 2: След чёрной рыбы
- 1998 — Чехов и Ко
- 2002 — Дронго
- 2003 — Юбилей прокурора
- 2004 — Близнецы
- 2004 — Новогодние мужчины
- 2005 — Влюблённый агент
- 2005 — Охота на асфальте
- 2006 — Последний бронепоезд
- 2007 — Смерш
- 2007 — Щит отечества
- 2008 — Золотой ключик
- 2009 — Вольф Мессинг: видевший сквозь время
- 2009 — Пуля-дура — 3. Агент для наследницы
- 2009 — Террористка Иванова
- 2011 — Манна небесная
- 2014 — Дом с лилиями
- 2017 — Серебряный бор
- 2017 — Экспроприатор